# ラホトゥ
ラホトゥ (英: Rahotu) は、ニュージーランドの北島のタラナキ地方西部にある小さな田舎町で、オプナケから約16km内陸に位置する。ワレアからの距離は11kmとなる。町の人口は、2006年において249人であった。